# Armando Sampaio
Pour les articles homonymes, voir Sampaio.
Armando Sampaio était un footballeur, entraîneur et sélectionneur portugais, né le 27 juin 1907 à Beja. Il était de profession, médecin, et fut député de Portalegre de 1961 à 1965. Il meurt en 1982.

## Biographie
Né à Beja, Armando Sampaio commence le football dans le club de Coimbra où il est connu sous le surnom de « Sampaio da bola ». Il y effectue ses études de médecine en 1926. Il est l’homme du football de Coimbra, médecin de profession, écrivain à ses heures perdues. En Juin 1928, et à sa demande, Fernando Pimentel se met au travail et conçoit l’actuel logo de l’Académica.
Il est l’adjoint de Salvador Do Carmo, alors sélectionneur de l’équipe du Portugal entre mai 1932 et avril 1933, cela tout en restant entraîneur de l’Académica, comme cela se faisait à l’époque. Appelé à remplacer Virginio Paula, à la tête de la sélection portugaise, il ne reste en fonction que quatre mois, de février à mai 1949. Il est remplacé par celui dont il fut l'adjoint 17 ans plus tôt, Salvador Do Carmo.
En 1937, après avoir fini ses études à Lisbonne, il laisse quelque peu le football de côté afin de s’installer en tant que médecin généraliste à Portalegre. Parallèlement, il entame aussi une carrière d’homme politique. Il devient Président du District de Portalegre de l’União Nacional, parti politique soutenant Salazar. Puis il est nommé Sous-Délégué Régional chargé de la Jeunesse portugaise à Portalegre, en 1939. N’obtenant aucune fonction élective, il devient Délégué de l'Institut d'aide aux familles. Il se rapproche du pouvoir et se voit désigné Procureur de la « Câmara Corporativa » (une des deux chambres parlementaires prévues par la constitution portugaise de 1933, l'autre étant l'assemblée nationale), lors de la V° législature (1949-1953). Au terme de cette dernière, Salazar, le nomme suppléant au Gouverneur civil du district de Portalegre. Le 12 novembre 1961, il est élu député de Portalegre, sous l’étiquette de l’União Nacional, tout comme les 119 autres députés élus. Il devient membre de la commission des Travaux publics et des communications. À la fin de son mandat, il ne se représente pas, et quitte toute action à caractère politique.

## Statistiques

### Joueur
| Championnats | Championnats | Championnats | Championnats | Championnats | Coupes nationales | Coupes nationales | Coupes continentales | Coupes continentales | Total     | Total     |
| Saison       | Club         | Pays         | Matches      | Buts         | Matches           | Buts              | Matches              | Buts                 | Matches   | Buts      |
| ------------ | ------------ | ------------ | ------------ | ------------ | ----------------- | ----------------- | -------------------- | -------------------- | --------- | --------- |
| 1926-27      | Académica    | I Divisão    | 2            | 0            | Néant             | Néant             | Néant                | Néant                | inconnu   | inconnu   |
| 1927-28      | Académica    | I Divisão    | 2            | 0            | Néant             | Néant             | Néant                | Néant                | inconnu   | inconnu   |
| Total        | Total        | Total        | incomplet    | incomplet    | Néant             | Néant             | Néant                | Néant                | incomplet | incomplet |

### Entraîneur
| Résultats | Résultats            | Résultats | Résultats | Résultats | Résultats | Résultats | Total       | Total     | Total      |
| Saison    | Club                 | Pays      | Victoires | Nuls      | Défaites  | Titres    | % Victoires | % Nuls    | % Défaites |
| --------- | -------------------- | --------- | --------- | --------- | --------- | --------- | ----------- | --------- | ---------- |
| 1926-27   | Académica de Coimbra |           | 1         | 0         | 1         | 0         | Inconnu     | Inconnu   | Inconnu    |
| 1927-28   | Académica de Coimbra |           | 0         | 0         | 1         | 1         | Inconnu     | Inconnu   | Inconnu    |
| 1928-29   | Académica de Coimbra |           | Inconnu   | Inconnu   | Inconnu   | Inconnu   | Inconnu     | Inconnu   | Inconnu    |
| 1929-30   | Académica de Coimbra |           | 0         | 0         | 1         | 0         | Inconnu     | Inconnu   | Inconnu    |
| 1930-31   | Académica de Coimbra |           | Inconnu   | Inconnu   | Inconnu   | Inconnu   | Inconnu     | Inconnu   | Inconnu    |
| 1931-32   | Académica de Coimbra |           | 1         | 1         | 1         | 0         | Inconnu     | Inconnu   | Inconnu    |
| 1932-33   | Académica de Coimbra |           | 2         | 0         | 2         | 1         | Inconnu     | Inconnu   | Inconnu    |
| Total     | Total                | Total     | incomplet | incomplet | incomplet | incomplet | incomplet   | incomplet | incomplet  |

### Sélectionneur national
| Date            | Compétition  | Adversaire     | Résultat |
| --------------- | ------------ | -------------- | -------- |
| 27 février 1949 | Match amical | Italie         | 4-1 (D)  |
| 20 mars 1949    | Match amical | Espagne        | 1-1 (N)  |
| 15 mai 1949     | Match amical | Pays de Galles | 3-2 (V)  |
| 22 mai 1949     | Match amical | Irlande        | 1-0 (D)  |

## Palmarès

### En tant que joueur

#### Avec l'Académica de Coimbra
- Vainqueur du Championnat de l’AF Coimbra : 1 fois (1927-28).

### En tant qu’entraîneur

#### Avec l'Académica de Coimbra
- Vainqueur du Championnat de l’AF Coimbra : 2 fois (1927-28 et 1932-33).